# Neuvième circonscription de l'Essonne
La neuvième circonscription de l’Essonne, aussi appelée circonscription de Draveil — Ris-Orangis, est une circonscription électorale législative française, subdivision du département de l’Essonne dans la région Île-de-France. Elle est représentée par la députée Julie Ozenne, membre des Écologistes.

## Géographie

### Situation
| Type d'occupation           | Pourcentage | Superficie (en hectares) |
| --------------------------- | ----------- | ------------------------ |
| Espace urbain construit     | 27,0 %      | 2 560,34                 |
| Espace urbain non construit | 12,1 %      | 1 151,37                 |
| Espace rural                | 60,9 %      | 5 780,78                 |
| Source : Iaurif             |             |                          |

La neuvième circonscription de l’Essonne est située au nord-est du département de l’Essonne. Son altitude varie entre trente-deux mètres à Draveil et quatre-vingt-quatorze mètres à Varennes-Jarcy. La commune la plus étendue est Draveil avec 1 580 hectares, la plus petite est Boussy-Saint-Antoine avec 290 hectares. En 2006, la commune la plus peuplée était Draveil avec 28 736 habitants contre seulement 502 habitants à Morsang-sur-Seine.

### Composition
La neuvième circonscription de l’Essonne est subdivisée en quatre cantons, comptant treize communes :
| Canton                              | Commune                   | Code Insee  | Population  | Maire                  | Nuance politique |
| ----------------------------------- | ------------------------- | ----------- | ----------- | ---------------------- | ---------------- |
| Canton de Draveil                   | Draveil                   | 91 2 29 201 | 29 173 hab. | Richard Privat         | LR               |
| Canton d'Épinay-sous-Sénart         | Boussy-Saint-Antoine      | 91 2 38 097 | 6 292 hab.  | Romain Colas           | PS               |
| Canton d'Épinay-sous-Sénart         | Épinay-sous-Sénart        | 91 2 38 215 | 12 171 hab. | Damien Allouch         | PS               |
| Canton d'Épinay-sous-Sénart         | Quincy-sous-Sénart        | 91 2 38 514 | 8 048 hab.  | Christine Garnier      | LR               |
| Canton d'Épinay-sous-Sénart         | Varennes-Jarcy            | 91 2 38 631 | 2 373 hab.  | Jean-Marc Jubault      | LR               |
| Canton de Ris-Orangis               | Ris-Orangis               | 91 2 23 521 | 27 463 hab. | Stéphane Raffalli      | PS               |
| Canton de Saint-Germain-lès-Corbeil | Étiolles                  | 91 2 32 225 | 3 073 hab.  | Amalia Duriez          | SE               |
| Canton de Saint-Germain-lès-Corbeil | Morsang-sur-Seine         | 91 2 32 435 | 510 hab.    | Olivier Perrin         | DVD              |
| Canton de Saint-Germain-lès-Corbeil | Saint-Germain-lès-Corbeil | 91 2 32 553 | 7 174 hab.  | Yann Pétel             | LR               |
| Canton de Saint-Germain-lès-Corbeil | Saint-Pierre-du-Perray    | 91 2 32 573 | 8 350 hab.  | Dominique Verots       | DIV              |
| Canton de Saint-Germain-lès-Corbeil | Saintry-sur-Seine         | 91 2 32 577 | 5 093 hab.  | Patrick Rauscher       | SE               |
| Canton de Saint-Germain-lès-Corbeil | Soisy-sur-Seine           | 91 2 32 600 | 7 048 hab.  | Jean-Baptiste Rousseau |                  |
| Canton de Saint-Germain-lès-Corbeil | Tigery                    | 91 2 32 617 | 2 757 hab.  | Germain Dupont         | SE               |

### Démographie
| 1968 | 1975 | 1982 | 1990    | 1999    | 2006    | 2010    |
| ---- | ---- | ---- | ------- | ------- | ------- | ------- |
| -    | -    | -    | 105 762 | 110 118 | 117 420 | 118 843 |

### Pyramide des âges
| Hommes | Classe d’âge   | Femmes |
| ------ | -------------- | ------ |
| 11,0   | 65 ans et plus | 14,9   |
| 59,2   | 20 à 64 ans    | 58,4   |
| 29,9   | 0 à 19 ans     | 26,7   |

## Historique
La neuvième circonscription de l’Essonne a été créée par la loi organique no 86-1197 du 24 novembre 1986, elle comporte depuis le canton de Draveil, le canton d'Épinay-sous-Sénart, le canton de Ris-Orangis et le canton de Saint-Germain-lès-Corbeil dans leurs définitions de 1985.

## Représentation
| Législature | Début de mandat | Fin de mandat  | Député                | Parti politique | Observations |
| ----------- | --------------- | -------------- | --------------------- | --------------- | --- |
| VIIIe       | 2 avril 1986    | 14 mai 1988    | Aucun                 | Aucun           | Proportionnelle par département, pas de député par circonscription. Mandat écourté à la suite d'une dissolution parlementaire décidée par François Mitterrand.         |
| IXe         | 23 juin 1988    | 1er avril 1993 | Thierry Mandon        | PS              | |
| Xe          | 2 avril 1993    | 21 avril 1997  | Georges Tron          | RPR             | Mandat écourté à la suite d'une dissolution parlementaire décidée par Jacques Chirac.                                                                                  |
| XIe         | 12 juin 1997    | 18 juin 2002   | Georges Tron          | RPR             | |
| XIIe        | 19 juin 2002    | 19 juin 2007   | Georges Tron          | RPR → UMP       | |
| XIIIe       | 20 juin 2007    | 19 juin 2012   | Georges Tron          | UMP             | Nommé secrétaire d'État chargé de la Fonction publique, sa suppléante lui succède, avant qu'il retrouve son siège en 2011.                                             |
| XIIIe       | 23 avril 2010   | 29 juin 2011   | Françoise de Salvador | UMP             | Nommé secrétaire d'État chargé de la Fonction publique, sa suppléante lui succède, avant qu'il retrouve son siège en 2011.                                             |
| XIIIe       | 30 juin 2011    | 19 juin 2012   | Georges Tron          | UMP             | Nommé secrétaire d'État chargé de la Fonction publique, sa suppléante lui succède, avant qu'il retrouve son siège en 2011.                                             |
| XIVe        | 20 juin 2012    | 3 juillet 2014 | Thierry Mandon        | PS              | Nommé secrétaire d'État chargé de la Réforme de l'État et de la Simplification, son suppléant lui succède, avant de retrouver son siège pour une durée de trois jours. |
| XIVe        | 4 juillet 2014  | 17 juin 2017   | Romain Colas          | PS              | Nommé secrétaire d'État chargé de la Réforme de l'État et de la Simplification, son suppléant lui succède, avant de retrouver son siège pour une durée de trois jours. |
| XIVe        | 17 juin 2017    | 20 juin 2017   | Thierry Mandon        | PS              | Nommé secrétaire d'État chargé de la Réforme de l'État et de la Simplification, son suppléant lui succède, avant de retrouver son siège pour une durée de trois jours. |
| XVe         | 21 juin 2017    | 21 juin 2022   | Marie Guévenoux       | LREM            | |
| XVIe        | 22 juin 2022    | 8 mars 2024    | Marie Guévenoux       | RE              | Nommée ministre déléguée chargée des Outre-mer, son suppléant lui succède. Mandat écourté à la suite d'une dissolution parlementaire décidée par Emmanuel Macron.      |
| XVIe        | 9 mars 2024     | 9 juin 2024    | Éric Husson           | RE              | Nommée ministre déléguée chargée des Outre-mer, son suppléant lui succède. Mandat écourté à la suite d'une dissolution parlementaire décidée par Emmanuel Macron.      |
| XVIIe       | 8 juillet 2024  | En cours       | Julie Ozenne          | LÉ              | |

## Synthèse des résultats électoraux

### Élections de 1988
| Candidat       | Candidat           | Parti          | Premier tour | Premier tour | Second tour | Second tour |  |
| Candidat       | Candidat           | Parti          | Voix         | %            | Voix        | %           |  |
| -------------- | ------------------ | -------------- | ------------ | ------------ | ----------- | ----------- |  |
|                | Thierry Mandon élu | PS             | 14 360       | 37,2         | 21 742      | 52,14       |  |
|                | Bernard Huvelin    | UDF (PR) (URC) | 8 884        | 23,01        | 19 961      | 47,86       |  |
|                | Daniel Besse       | RPR (URC)      | 5 543        | 14,36        |             |             |  |
|                | Daniel Perrin      | PCF            | 5 089        | 13,18        |             |             |  |
|                | Louis Ressicaud    | FN             | 4 473        | 11,59        |             |             |  |
|                | Odette Lyon        | POE            | 258          | 0,67         |             |             |  |
|                |                    |                |              |              |             |             |  |
| Inscrits       | Inscrits           | Inscrits       | 63 627       | 100,00       | 63 612      | 100,00      |  |
| Abstentions    | Abstentions        | Abstentions    | 24 476       | 38,47        | 21 014      | 33,03       |  |
| Votants        | Votants            | Votants        | 39 151       | 61,53        | 42 598      | 66,97       |  |
| Blancs et nuls | Blancs et nuls     | Blancs et nuls | 544          | 1,39         | 895         | 2,1         |  |
| Exprimés       | Exprimés           | Exprimés       | 38 607       | 98,61        | 41 703      | 97,9        |  |

Le suppléant de Thierry Mandon était Richard Messina, enseignant chercheur, maire de Boussy-Saint-Antoine.

### Élections de 1993
| Candidat       | Candidat               | Parti                      | Premier tour | Premier tour | Second tour | Second tour |  |
| Candidat       | Candidat               | Parti                      | Voix         | %            | Voix        | %           |  |
| -------------- | ---------------------- | -------------------------- | ------------ | ------------ | ----------- | ----------- |  |
|                | Georges Tron élu       | RPR (UPF)                  | 16 684       | 37,77        | 23 349      | 53,73       |  |
|                | Thierry Mandon sortant | PS (ADFP)                  | 10 093       | 22,85        | 20 107      | 46,27       |  |
|                | Sophie Lespagnon       | FN                         | 6 621        | 14,99        |             |             |  |
|                | Daniel Perrin          | PCF                        | 3 934        | 8,91         |             |             |  |
|                | Roland Smolar          | GÉ (EÉ)                    | 3 330        | 7,54         |             |             |  |
|                | Philippe Mickno        | LT-LNÉ                     | 718          | 1,63         |             |             |  |
|                | Jean-Luc Rougé         | Divers écologiste          | 704          | 1,59         |             |             |  |
|                | Michel Crémey          | LO                         | 694          | 1,57         |             |             |  |
|                | Jean Casalonga         | RDRP                       | 693          | 1,57         |             |             |  |
|                | Philippe Guyot         | Divers gauche (Maj. prés.) | 420          | 0,95         |             |             |  |
|                | Pierre Adonai          | UDI                        | 276          | 0,62         |             |             |  |
|                |                        |                            |              |              |             |             |  |
| Inscrits       | Inscrits               | Inscrits                   | 66 526       | 100,00       | 66 526      | 100,00      |  |
| Abstentions    | Abstentions            | Abstentions                | 20 753       | 31,2         | 20 581      | 30,94       |  |
| Votants        | Votants                | Votants                    | 45 773       | 68,8         | 45 945      | 69,06       |  |
| Blancs et nuls | Blancs et nuls         | Blancs et nuls             | 1 606        | 3,51         | 2 489       | 5,42        |  |
| Exprimés       | Exprimés               | Exprimés                   | 44 167       | 96,49        | 43 456      | 94,58       |  |

Le suppléant de Georges Tron était Jacques-Louis Dôle, maire d'Épinay-sous-Sénart.

### Élections de 1997
| Candidat                     | Candidat                   | Parti                | Premier tour | Premier tour | Second tour | Second tour |  |
| Candidat                     | Candidat                   | Parti                | Voix         | %            | Voix        | %           |  |
| ---------------------------- | -------------------------- | -------------------- | ------------ | ------------ | ----------- | ----------- |  |
|                              | Georges Tron sortant réélu | RPR                  | 13 022       | 30,17        | 22 900      | 50,80       |  |
|                              | Thierry Mandon             | PS                   | 11 818       | 27,38        | 22 183      | 49,20       |  |
|                              | Sophie Lespagnon           | FN                   | 7 280        | 16,87        |             |             |  |
|                              | Michel Soubiran            | PCF                  | 3 492        | 8,09         |             |             |  |
|                              | Didier Chastanet           | Les Verts            | 2 040        | 4,73         |             |             |  |
|                              | Michel Crémey              | LO                   | 1 349        | 3,13         |             |             |  |
|                              | Marcel Ribes               | LDI (MPF)            | 1 289        | 2,99         |             |             |  |
|                              | Jacques Laïk               | GÉ                   | 1 208        | 2,80         |             |             |  |
|                              | Joëlle Penochet            | MÉI                  | 716          | 1,66         |             |             |  |
|                              | Benoît Vienot              | Divers gauche (US4J) | 583          | 1,35         |             |             |  |
|                              | Jérôme Poudrille           | Divers gauche (IR)   | 364          | 0,84         |             |             |  |
|                              |                            |                      |              |              |             |             |  |
| Inscrits                     | Inscrits                   | Inscrits             | 67 449       | 100,00       | 67 441      | 100,00      |  |
| Abstentions                  | Abstentions                | Abstentions          | 22 623       | 33,54        | 19 771      | 29,32       |  |
| Votants                      | Votants                    | Votants              | 44 826       | 66,46        | 47 670      | 70,68       |  |
| Blancs et nuls               | Blancs et nuls             | Blancs et nuls       | 1 665        | 3,71         | 2 587       | 5,43        |  |
| Exprimés                     | Exprimés                   | Exprimés             | 43 161       | 96,29        | 45 083      | 94,57       |  |
| Source : Assemblée nationale |                            |                      |              |              |             |             |  |

Le suppléant de Georges Tron était Jacques-Louis Dôle.

### Élections de 2002
| Candidat       | Candidat                   | Parti            | Premier tour | Premier tour | Second tour | Second tour |  |
| Candidat       | Candidat                   | Parti            | Voix         | %            | Voix        | %           |  |
| -------------- | -------------------------- | ---------------- | ------------ | ------------ | ----------- | ----------- |  |
|                | Georges Tron sortant réélu | UMP              | 20 762       | 47,23        | 23 718      | 59,59       |  |
|                | Florence Léon-Ploquin      | PS               | 11 538       | 26,25        | 16 083      | 40,41       |  |
|                | Jean Legangneux            | FN               | 4 725        | 10,75        |             |             |  |
|                | Hélène Borel               | Les Verts        | 1 661        | 3,78         |             |             |  |
|                | Isabelle Voisin            | PCF              | 1 389        | 3,16         |             |             |  |
|                | Serge Bareyt               | Pôle républicain | 837          | 1,9          |             |             |  |
|                | Caroline Davant            | LCR              | 624          | 1,42         |             |             |  |
|                | Sophie Lespagnon           | MNR              | 584          | 1,33         |             |             |  |
|                | Xavier Rousseau            | Cap21            | 381          | 0,87         |             |             |  |
|                | Roland Jo                  | LO               | 369          | 0,84         |             |             |  |
|                | Cécile Dugue               | MÉI              | 288          | 0,66         |             |             |  |
|                | Anne Bagot                 | MPF              | 269          | 0,61         |             |             |  |
|                | Stéphanie Pipeschi         | GÉ               | 182          | 0,41         |             |             |  |
|                | Marie-Cécile Lebrun        | ND               | 126          | 0,29         |             |             |  |
|                | Robert Bachacou            | CPNT             | 116          | 0,26         |             |             |  |
|                | Xavier Ducotterd           | Divers gauche    | 109          | 0,25         |             |             |  |
|                |                            |                  |              |              |             |             |  |
| Inscrits       | Inscrits                   | Inscrits         | 68 573       | 100,00       | 68 570      | 100,00      |  |
| Abstentions    | Abstentions                | Abstentions      | 23 986       | 34,98        | 27 617      | 40,28       |  |
| Votants        | Votants                    | Votants          | 44 587       | 65,02        | 40 953      | 59,72       |  |
| Blancs et nuls | Blancs et nuls             | Blancs et nuls   | 627          | 1,41         | 1 152       | 2,81        |  |
| Exprimés       | Exprimés                   | Exprimés         | 43 960       | 98,59        | 39 801      | 97,19       |  |

Le suppléant de Georges Tron était Daniel Besse, maire de Quincy-sous-Sénart, administrateur.

### Élections de 2007
| Candidat       | Candidat                   | Parti          | Premier tour | Premier tour | Second tour | Second tour |  |
| Candidat       | Candidat                   | Parti          | Voix         | %            | Voix        | %           |  |
| -------------- | -------------------------- | -------------- | ------------ | ------------ | ----------- | ----------- |  |
|                | Georges Tron sortant réélu | UMP            | 21 770       | 48,86        | 23 391      | 55,78       |  |
|                | Thierry Mandon             | PS             | 11 653       | 26,15        | 18 542      | 44,22       |  |
|                | Caroline Chevasson         | UDF–MoDem      | 4 224        | 9,48         |             |             |  |
|                | Michel Gruber              | Les Verts      | 1 831        | 4,11         |             |             |  |
|                | Liliane Ressicaud          | FN             | 1 522        | 3,42         |             |             |  |
|                | Jérôme Bonnard             | LCR            | 1 073        | 2,41         |             |             |  |
|                | Amar Henni                 | PCF            | 1 070        | 2,4          |             |             |  |
|                | Philippe Steens            | MPF            | 414          | 0,93         |             |             |  |
|                | Olivier Delafraye          | diss. PCF      | 333          | 0,75         |             |             |  |
|                | Roland Jo                  | LO             | 224          | 0,5          |             |             |  |
|                | Maitena Montet             | PRG            | 187          | 0,42         |             |             |  |
|                | Pierre Guillermain         | MNR            | 183          | 0,41         |             |             |  |
|                | Danielle Lantz             | Divers         | 76           | 0,17         |             |             |  |
|                |                            |                |              |              |             |             |  |
| Inscrits       | Inscrits                   | Inscrits       | 74 164       | 100,00       | 74 159      | 100,00      |  |
| Abstentions    | Abstentions                | Abstentions    | 29 114       | 39,26        | 31 297      | 42,2        |  |
| Votants        | Votants                    | Votants        | 45 050       | 60,74        | 42 862      | 57,8        |  |
| Blancs et nuls | Blancs et nuls             | Blancs et nuls | 490          | 1,09         | 929         | 2,17        |  |
| Exprimés       | Exprimés                   | Exprimés       | 44 560       | 98,91        | 41 933      | 97,83       |  |

### Élections de 2012
| Candidat       | Candidat               | Parti          | Premier tour | Premier tour | Second tour | Second tour |  |
| Candidat       | Candidat               | Parti          | Voix         | %            | Voix        | %           |  |
| -------------- | ---------------------- | -------------- | ------------ | ------------ | ----------- | ----------- |  |
|                | Thierry Mandon élu     | PS             | 17 032       | 39,57        | 23 011      | 56,8        |  |
|                | Georges Tron sortant   | UMP            | 11 663       | 27,1         | 17 536      | 43,25       |  |
|                | Isabelle Cochard       | FN             | 6 063        | 14,09        |             |             |  |
|                | Marie-France Winghardt | FG (PCF)       | 2 390        | 5,55         |             |             |  |
|                | Philippe Brun          | diss. UMP      | 1 554        | 3,61         |             |             |  |
|                | Marie-Cécile Lebrun    | EÉLV           | 1 457        | 3,39         |             |             |  |
|                | Georges Pujals         | DLR            | 1 320        | 3,07         |             |             |  |
|                | Daphné Ract-Madoux     | MoDem          | 935          | 2,17         |             |             |  |
|                | Damien Hounsou         | AÉI            | 256          | 0,59         |             |             |  |
|                | Ibrahima Dia           | NPA            | 199          | 0,46         |             |             |  |
|                | Benoît Grisaud         | LO             | 162          | 0,38         |             |             |  |
|                | Philippe Olivier       | Divers droite  | 7            | 0,02         |             |             |  |
|                | François-Joseph Roux   | Divers droite  | 0            | 0            |             |             |  |
|                |                        |                |              |              |             |             |  |
| Inscrits       | Inscrits               | Inscrits       | 76 276       | 100,00       | 76 276      | 100,00      |  |
| Abstentions    | Abstentions            | Abstentions    | 32 659       | 42,82        | 33 861      | 44,39       |  |
| Votants        | Votants                | Votants        | 43 617       | 57,18        | 42 415      | 55,61       |  |
| Blancs et nuls | Blancs et nuls         | Blancs et nuls | 579          | 1,33         | 1 868       | 4,4         |  |
| Exprimés       | Exprimés               | Exprimés       | 43 038       | 98,67        | 40 547      | 95,6        |  |

### Élections de 2017
|                                                                           |                                                                             |                           |                           |                          |                          |
|                                                                           |                                                                             | Premier tour 11 juin 2017 | Premier tour 11 juin 2017 | Second tour 18 juin 2017 | Second tour 18 juin 2017 |
|                                                                           |                                                                             |                           |                           |                          |                          |
|                                                                           |                                                                             | Nombre                    | % des inscrits            | Nombre                   | % des inscrits           |
| Inscrits                                                                  | Inscrits                                                                    | 79 287                    | 100,00                    | 79 287                   | 100,00                   |
| Abstentions                                                               | Abstentions                                                                 | 41 508                    | 52,35                     | 48 745                   | 61,48                    |
| Votants                                                                   | Votants                                                                     | 37 779                    | 47,65                     | 30 542                   | 38,52                    |
|                                                                           |                                                                             |                           | % des votants             |                          | % des votants            |
| Bulletins blancs                                                          | Bulletins blancs                                                            | 463                       | 1,23                      | 2 685                    | 8,79                     |
| Bulletins nuls                                                            | Bulletins nuls                                                              | 192                       | 0,51                      | 1 090                    | 3,57                     |
| Suffrages exprimés                                                        | Suffrages exprimés                                                          | 37 124                    | 98,27                     | 26 767                   | 87,64                    |
|                                                                           |                                                                             |                           |                           |                          |                          |
| Candidat Étiquette politique (partis et alliances)                        | Candidat Étiquette politique (partis et alliances)                          | Voix                      | % des exprimés            | Voix                     | % des exprimés           |
|                                                                           |                                                                             |                           |                           |                          |                          |
|                                                                           | Marie Guévenoux La République en marche                                     | 13 029                    | 35,10                     | 15 513                   | 57,96                    |
|                                                                           | Véronique Carantois Les Républicains (Union des démocrates et indépendants) | 6 326                     | 17,04                     | 11 254                   | 42,04                    |
|                                                                           | Anne Journel La France insoumise                                            | 5 016                     | 13,51                     |                          |                          |
|                                                                           | Romain Colas (député sortant) Parti socialiste                              | 4 808                     | 12,95                     |                          |                          |
|                                                                           | Thiebauld Vega Front national                                               | 3 881                     | 10,45                     |                          |                          |
|                                                                           | Ourdia Aït-Allek Debout la France                                           | 1 246                     | 3,36                      |                          |                          |
|                                                                           | Brigitte Baguet Mouvement 100 % - Alliance écologiste indépendante          | 960                       | 2,59                      |                          |                          |
|                                                                           | Laïd Amrani Parti communiste français                                       | 899                       | 2,42                      |                          |                          |
|                                                                           | Rémi Renaud Union populaire républicaine                                    | 335                       | 0,90                      |                          |                          |
|                                                                           | Vincent Perrin Divers (Parti du vote blanc)                                 | 302                       | 0,81                      |                          |                          |
|                                                                           | Benoît Grisaud Lutte ouvrière                                               | 287                       | 0,77                      |                          |                          |
|                                                                           | Loïc Caminondo Divers                                                       | 35                        | 0,09                      |                          |                          |
|                                                                           | David Pendant Divers droite (La France qui ose)                             | 0                         | 0,00                      |                          |                          |
| Source : Ministère de l'Intérieur - Neuvième circonscription de l'Essonne |                                                                             |                           |                           |                          |                          |

### Élections de 2022
Les élections législatives françaises de 2022 se déroulent les dimanches 12 et 19 juin 2022.
| Résultats des élections législatives des 12 et 19 juin 2022 de la 9e circonscription de l'Essonne |                          |                          |                          |              |              |             |             |
| Candidat                                                                                          | Candidat                 | Parti et coalition       | Nuance                   | Premier tour | Premier tour | Second tour | Second tour |
| Candidat                                                                                          | Candidat                 | Parti et coalition       | Nuance                   | Voix         | %            | Voix        | %           |
|                                                                                                   | Nadhéra Beletreche       | EELV (NUPES)             | NUP                      | 11 454       | 32,44        | 16 164      | 48,73       |
|                                                                                                   | Marie Guévenoux          | LREM (ENS)               | ENS                      | 10 520       | 29,79        | 17 005      | 51,27       |
|                                                                                                   | Philippe Steens          | RN                       | RN                       | 5 602        | 15,86        |             |             |
|                                                                                                   | Faten Hidri              | UDI (UDC)                | UDI                      | 3 303        | 9,35         |             |             |
|                                                                                                   | Paul-Henri Merrien       | REC                      | REC                      | 1 754        | 4,97         |             |             |
|                                                                                                   | Lionel Mazurié           | DLF (UPF)                | DSV                      | 1 164        | 3,30         |             |             |
|                                                                                                   | Antonin Bernard          | PA                       | ECO                      | 835          | 2,36         |             |             |
|                                                                                                   | Benoit Grisaud           | LO                       | DXG                      | 505          | 1,43         |             |             |
|                                                                                                   | Michel Benamou           | DIV                      | DIV                      | 175          | 0,50         |             |             |
| Votes valides                                                                                     | Votes valides            | Votes valides            | Votes valides            | 35 312       | 97,99        | 33 169      | 93,42       |
| Votes blancs                                                                                      | Votes blancs             | Votes blancs             | Votes blancs             | 551          | 1,53         | 1 701       | 4,79        |
| Votes nuls                                                                                        | Votes nuls               | Votes nuls               | Votes nuls               | 172          | 0,48         | 636         | 1,79        |
| Total                                                                                             | Total                    | Total                    | Total                    | 36 035       | 100          | 35 506      | 100         |
| Abstention                                                                                        | Abstention               | Abstention               | Abstention               | 42 697       | 54,23        | 43 231      | 54,91       |
| Inscrits / participation                                                                          | Inscrits / participation | Inscrits / participation | Inscrits / participation | 78 732       | 45,77        | 78 737      | 45,09       |

### Élections législatives de 2024
| Candidat                 | Candidat                 | Parti et coalition       | Nuance                   | Premier tour | Premier tour | Second tour | Second tour |
| Candidat                 | Candidat                 | Parti et coalition       | Nuance                   | Voix         | %            | Voix        | %           |
| ------------------------ | ------------------------ | ------------------------ | ------------------------ | ------------ | ------------ | ----------- | ----------- |
|                          | Julie Ozenne             | LÉ (NFP)                 | UG                       | 19 288       | 37,60        | 29 461      | 62,00       |
|                          | Paul Henri Merrien       | RN                       | RN                       | 15 368       | 29,96        | 18 057      | 38,00       |
|                          | Marie Guévenoux          | RE (ENS)                 | ENS                      | 13 908       | 27,11        | Retrait     | Retrait     |
|                          | Bruno Chamberlin         | SE                       | DIV                      | 1 733        | 3,38         |             |             |
|                          | Benoit Grisaud           | LO                       | EXG                      | 831          | 1,62         |             |             |
|                          | Sinan Boran              | SE                       | DIV                      | 168          | 0,33         |             |             |
|                          |                          |                          |                          |              |              |             |             |
| Suffrages exprimés       | Suffrages exprimés       | Suffrages exprimés       | Suffrages exprimés       | 51 296       | 97,39        | 47 518      | 91,58       |
| Votes blancs             | Votes blancs             | Votes blancs             | Votes blancs             | 1 057        | 2,01         | 3 498       | 6,74        |
| Votes nuls               | Votes nuls               | Votes nuls               | Votes nuls               | 319          | 0,61         | 869         | 1,67        |
| Total                    | Total                    | Total                    | Total                    | 52 672       | 100          | 51 885      | 100         |
| Abstention               | Abstention               | Abstention               | Abstention               | 27 115       | 33,98        | 27 927      | 34,99       |
| Inscrits / participation | Inscrits / participation | Inscrits / participation | Inscrits / participation | 79 787       | 66,02        | 79 812      | 65,01       |